# Smith, la Montre et le Docteur
Smith, la Montre et le Docteur est le 9e épisode de la troisième saison de la deuxième série de la série télévisée britannique Doctor Who. Son titre sur l'édition DVD française est Retour dans le présent. Cet épisode, et son précédent La Famille de sang, ont été nommés pour les Hugo Award 2008 du meilleur court-métrage/épisode de série.

## Accroche
La mystérieuse famille du sang travaille-t-elle pour une menace encore plus dangereuse ? Nous sommes dans l'Angleterre de 1913 et la guerre survient avec un an d'avance lorsque la terrible famille se met à la chasse du Docteur. John Smith se trouve alors confronté à un déchirant dilemme : rester l'humain qu'il est, épouser sa tendre Joan et vivre la vie de famille qu'il a toujours voulue, ou accepter sa destinée de Seigneur du Temps, sauvant ainsi l'humanité mais perdant au passage celle qu'il aime…

## Citation
« Il est le feu, la glace et la colère. Il est comme la nuit et la tempête au cœur du Soleil. Il est ancien et éternel. Il brûle au centre du Temps et il connaît l’avenir de l’Univers. Et… il est merveilleux. »

## Distribution
- David Tennant : Le Docteur
- Freema Agyeman : Martha Jones
- Jessica Hynes : Joan Redfern
- Rebekah Staton : Jenny
- Thomas Sangster : Tim Latimer
- Harry Lloyd : Jeremy Baines
- Tom Palmer : Hutchinson
- Gerard Horan : M. Clark
- Lauren Wilson : Lucy Cartwright
- Pip Torrens : Rocastle
- Matthew White : Phillips
- Sophie Turner : La vicaire

## Résumé
À la suite des événements de La Famille de sang, ladite Famille détient Martha et Joan Redfern captives à la danse du village. Elle oblige John Smith à choisir laquelle des 2 va être sacrifiée. Alors que John lutte pour comprendre ce qui se passe, Timothy Latimer ouvre brièvement la montre à gousset contenant l'essence de Seigneur du temps du Docteur. Cela distrait momentanément la famille, permettant à Martha de prendre un fusil et de s’enfuir, avec les autres, à l'école. John sonne et aide à organiser les défenses de l'école alors que Martha et Joan cherchent la montre. La famille attaque l'école avec une armée d'épouvantails animés, mais les écoliers, qui ont une formation militaire, se défendent contre la première vague. Lorsque la famille montre à John qu'ils ont découvert son TARDIS, Joan accepte la vérité ; à savoir que John est vraiment le Docteur.
La famille continue son assaut alors que John, Joan et Martha s’échappent vers une maison vide du village. Ils sont retrouvés par Timothy, qui leur rend la montre. En découvrant que le Docteur s’est échappé, la famille commence un bombardement aérien du village à partir de son navire caché. Martha et Joan implorent John d'utiliser la montre pour redevenir le Docteur et sauver tout le monde. John éclate en larmes, réticent à abandonner Joan. Les deux partagent une vision, activée par la montre à gousset, de ce que leur vie serait ensemble en tant qu'êtres humains. John se dirige vers le navire de la famille et négocie maladroitement en proposant de remettre la montre à la famille en échange de l’arrêt des bombardements. La famille ouvre la montre et la découvre vide, ce qui signifie que John a déjà changé, et que le Docteur est de retour.
Cette ruse a permis au Docteur d’initier le mécanisme d'autodestruction du navire. Le Docteur et la famille échappent à l'explosion, mais le Docteur les capture et condamne chaque membre à une peine éternelle. Il pousse la mère hors du TARDIS dans l'horizon d'une galaxie effondrée, enveloppe le père dans des chaînes incassables forgées au cœur d'une étoile naine, piège leur fille dans chaque miroir partout dans l'existence et suspend le fils dans le temps avant de le mettre au travail comme épouvantail. En racontant cette conclusion, le fils se rend compte que le Docteur était capable de les vaincre dès le début, mais a choisi de se cacher plutôt par pitié.
Le Docteur retourne voire Joan et lui propose de voyager avec lui, mais celle-ci refuse. Alors, le Docteur lui propose de recommencer avec elle, mais elle lui reproche d'avoir choisi de se cacher dans sa période temporelle; elle lui demande, afin de faire le point (et d'attribuer le blâme), si quelqu'un serait mort s'il ne l'avait pas fait. Le Docteur lui laisse son journal et part.
Timothy vient leur dire adieu et le Docteur lui donne la montre à gousset. Un an plus tard, lors d'une bataille pendant la première guerre mondiale, Timothy se souvient d'une vision d'un bombardement et évite d'être tué. Plus tard, dans sa vieillesse, Timothy voit le Docteur et Martha assister à une cérémonie du jour du Souvenir. Timothy, le Docteur et Martha se reconnaissent silencieusement tandis que Timothy porte toujours la montre.

## Continuité
- John Smith est un surnom que le Docteur utilise régulièrement quand il se fait passer pour un humain.
- Lorsque Tim braque la montre contre la petite Cartwright, on peut apercevoir un flash du Docteur dans Le Mariage de Noël.
- Lorsqu'Hutchinson lui demande s'il est un lâche, Tim répond globalement la même chose que lorsque l'Empereur Dalek pose la même question au Docteur dans À la croisée des chemins.
- On retrouve une nouvelle fois le thème du Docteur ne pouvant avoir une vie de famille « normale ».
- Ce que dit Tim vers le milieu de l'épisode, en expliquant la véritable nature du Docteur[1] fait écho avec ce que dit Rose lorsqu'elle est possédée par la lumière du TARDIS à la fin de À la croisée des chemins.
- Nouvelle différence avec le roman duquel est issu l'épisode : dans celui-ci, les ennemis sont retenus prisonniers dans le temps non pas par châtiment, mais par l'explosion de leur vaisseau. L'esprit humain du Docteur s'engouffre dans l'un d'eux à un moment, le forçant à se sacrifier pour que le véritable Docteur vive.